# Torreagüera
Torreagüera es una pedanía del municipio de Murcia, en la Región de Murcia (España) situada en la llamada Cordillera Sur, a los pies del monte Miravete, en el margen derecho del río Segura. Su núcleo urbano dista del casco urbano unos 7 km del centro de Murcia.
Con una extensión aproximada de 7,7 km², es limítrofe al norte con las también pedanías de Llano de Brujas y Los Ramos; al este de nuevo con Los Ramos y Cañadas de San Pedro, con la que también limita al sur, además de con Beniaján con la que lo hace al sur y en todo su costado oeste.
Se distribuye de forma agrupada en torno a la carretera que une Beniaján con San Javier, diferenciándose claramente el casco urbano del barrio de San Blas (El Secano).
La población es de 9.100 habitantes (INE 2019). De crecimiento poblacional irregular durante el presente siglo, la pedanía creció en su primera mitad, descendiendo durante la década de los 50 hasta iniciar un lento pero progresivo crecimiento a partir de 1960. En la actualidad con la aparición de nuevas urbanizaciones de tipo residencial, así como del flujo de inmigrantes, sobre todo de procedencia marroquí y ecuatoriana, el incremento poblacional está repuntando de forma notable.

## Sierra de Miravete
En la Sierra de Miravete se puede visitar la cruz de Miravete, para disfrutar de una vista maravillosa de la huerta de Murcia y las minas y hornos para cocer yeso de la época romana y árabe del siglo XII y XIII. Este monte fue testigo en el siglo XIX de luchas por la libertad encabezadas por el héroe local Antonete Gálvez.

## Lugares de interés
También se puede visitar en Torreagüera la Plaza de Antonete Gálvez, en honor al ilustrísimo héroe de la pedanía.
La Iglesia Parroquial, consagrada al Santísimo Cristo del Valle y cuya construcción tuvo lugar en el año 1788. En su interior se conservan hermosas imágenes religiosas como la Virgen del Rosario,patrona del pueblo; el Cristo del Valle; el Cristo Resucitado; Nuestro Padre Jesús Nazareno, San Juan Evangelista y la Virgen de los Dolores, imagen tallada por un discípulo de Salzillo.

## Economía
La actividad predominante de la población activa es la agricultura, en la que predominan los cítricos, seguida por el sector servicios, por la construcción y el sector industrial, especialmente el relacionado con el transporte y exportación de productos hortofrutícolas, así como la fabricación de embutidos, secaderos de jamones y el sector relacionado con materiales de la construcción, mármoles y granitos.

## Asociaciones
Cuadrilla de Torreagüera. Es una asociación cuyos miembros desarrollan el conjunto de cantos y bailes tradicionales realizados desde tiempo inmemorial en la huerta de Murcia. Sus fines, son los especificados en los estatutos, como son la conservación de las tradiciones transmitidas por nuestros antepasados. Históricamente, los rituales característicos del pasado han ido en evolución con el tiempo, quedando mermados en los años setenta, tiempo de letargo hasta que en los años noventa resurge de nuevo. Es en el año 2003, cuando los supervivientes junto con otros nuevos componentes, retornan otra vez los antiguos cantos, mediante fiestas y romerías, así como encuentros de cuadrillas. Desde entonces hasta este momento, hemos intervenido en todos los actos en los que hemos sido solicitados y continuado realizando el ritual festivo y religioso desarrollado en el periodo de Navidad con los cantos tradicionales de aguilandos y salves de Navidad. Como metas, tenemos el reto de seguir promoviendo estas reliquias del pasado basado en cantes como jotas, malagueñas, fandangos y seguidillas, así como, piezas de bailes agarrados, mazurcas, valses y pasodobles.

## Fiestas
Semana Santa
Uno de los actos más sobresalientes que se celebran en este pueblo es la Semana Santa, donde participan numerosas hermandades. Entre ellas destacan la Hermandad del Cristo Resucitado, la Hermandad de María Magdalena, la Hermandad del Santo Sepulcro y la Hermandad de la Virgen del Glorioso Amanecer.

## Personas destacadas
- Antonio Gálvez Arce, "Antonete Gálvez", labrador, revolucionario, y destacada figura política del republicanismo federal español de la segunda mitad del siglo XIX.
- Ramón Rubio González, artista gráfico autor de multitud de obras a plumilla,[1] carteles anunciadores de eventos y fiestas, y especialista en heráldica. Creador de la mascota del Entierro de la Sardina.